# Nanda Devi
Nanda Devi (in italiano: Dea dispensatrice di beatitudine) è un massiccio montuoso della catena himalayana situato nel Garhwal, una regione amministrativa dello Stato indiano di Uttarakhand, in prossimità del confine tra India e Tibet, con le sue cime che s'innalzano al centro di un complesso montuoso noto come "Santuario del Nanda Devi" che conta almeno 12 vette sopra i 6.400 metri (le principali sono Nanda Devi, che raggiunge i 7.816 metri di altitudine risultando la seconda più alta montagna dell'India dopo il Kangchenjunga, e Nanda Devi Est a 7.434 metri di quota).

## Storia

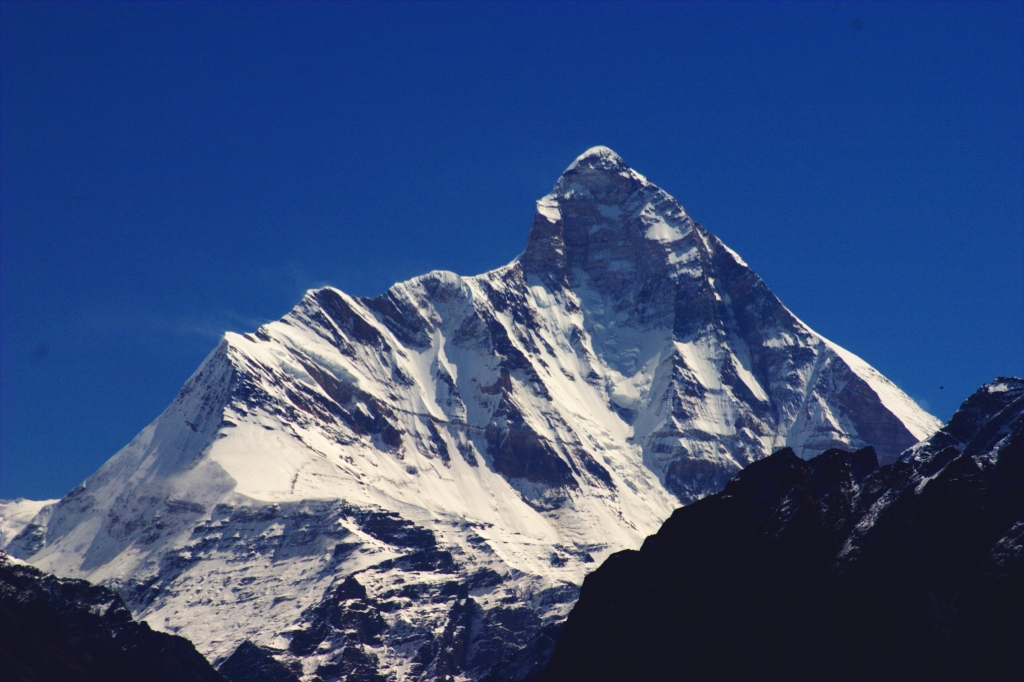
Nanda Devi

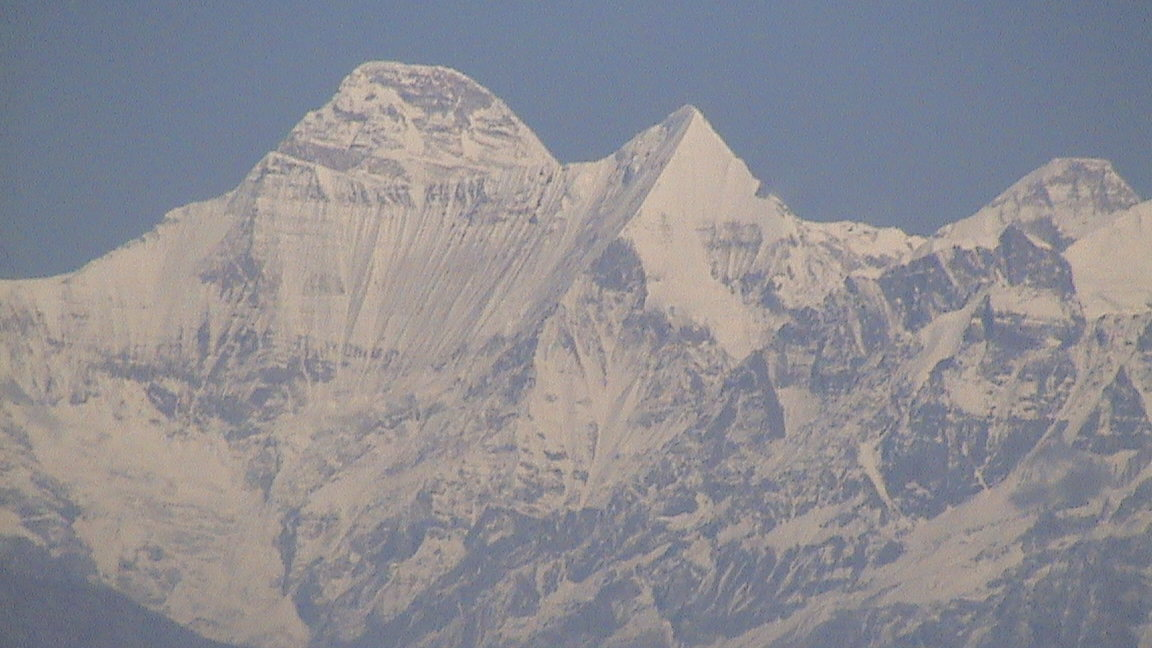
Nanda Devi

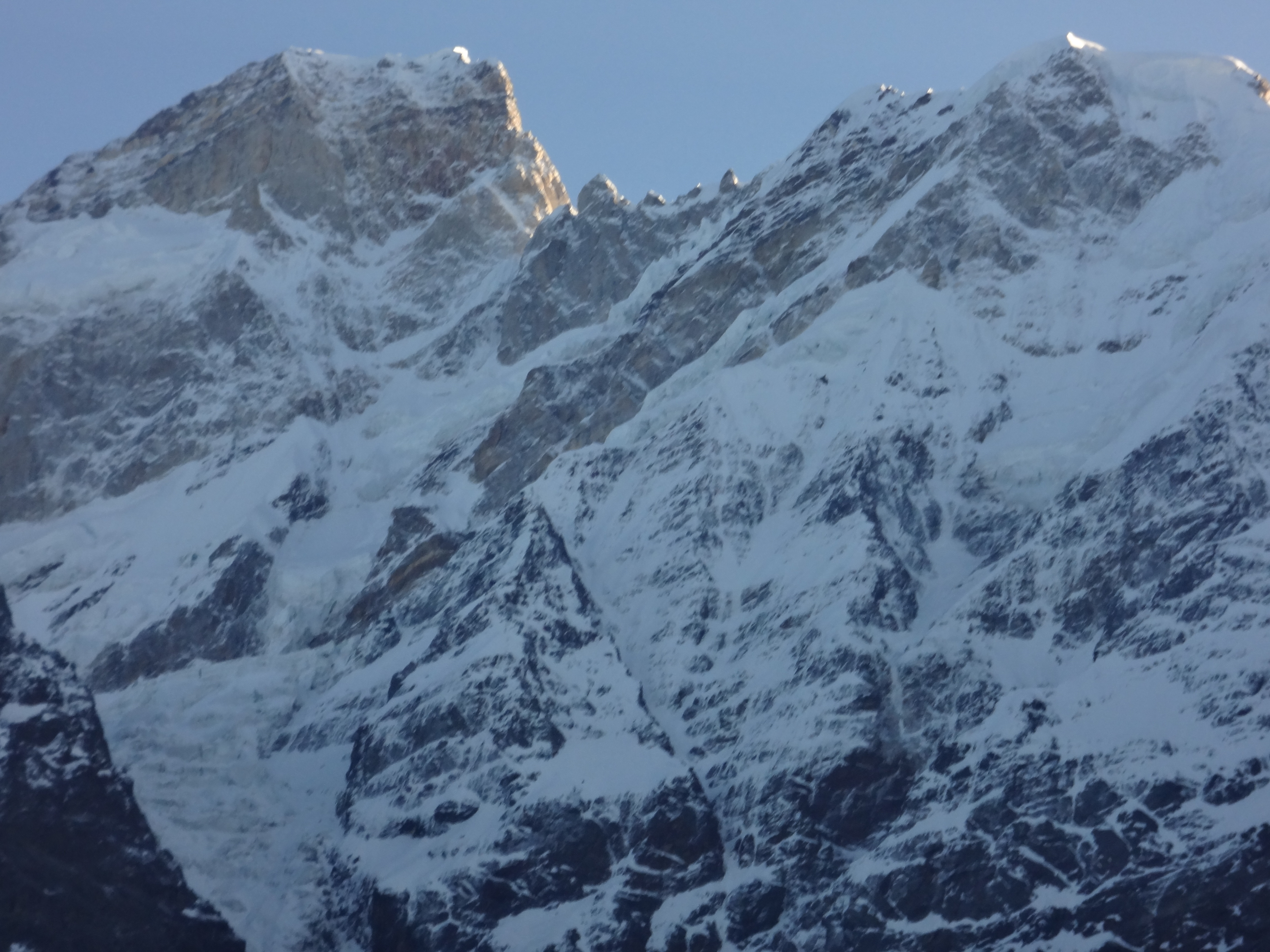
Nanda Devi

La morfologia del "santuario" rende molto difficile raggiungere il Nanda Devi: la prima via d'accesso all'anello montuoso venne scoperta solo nel 1934 dagli alpinisti ed esploratori inglesi Eric Shipton e Bill Tilman e passa attraverso lo stretto canyon Rishi Gorge; tutte le altre vie sono più difficoltose e si trovano ad un'altitudine molto elevata: il passo di montagna più basso è situato a 5.180 metri.
Nel 1936 la cima più alta del Nanda Devi, dopo cinquant'anni di tentativi infruttuosi, fu conquistata per la prima volta da una spedizione angloamericana guidata dal succitato Tilman e dall'alpinista e geologo inglese Noel Odell che raggiunsero la cresta meridionale della cima principale. Nel 1939 una spedizione polacca guidata da Adam Karpinski raggiunse, sempre da sud, la cima secondaria.
Le ascensioni alpinistiche subirono un'interruzione tra il 1965 e il 1974 quando il governo indiano regolò rigidamente l'accesso alla zona per coprire alcune spedizioni, avvenute tra il 1965 e il 1968, a cui avevano preso parte agenti statunitensi della CIA che avevano collocato ad alta quota dispositivi di spionaggio per monitorare eventuali test nucleari compiuti dalla Cina in Tibet.
L'operazione, rimasta a lungo segreta, fu un fallimento a causa delle avverse condizione climatiche: gli strumenti, che erano alimentati con dei generatori termoelettrici a radioisotopi (RTG), vennero distrutti da una valanga. L'entità della contaminazione ambientale prodotta dalle barre di plutonio-238, che alimentavano gli RTG e che non vennero mai recuperate, non è stata ancora valutata.
Dal 1974 il Nanda Devi venne riaperto alla frequentazione regolare di escursionisti ed alpinisti indiani e stranieri. Spedizioni francesi, giapponesi e cecoslovacche si distinsero per l'apertura di nuove vie.
Oltre alla via normale di salita aperta da Odell e Tilman, va menzionata anche quella aperta nel 1981 da due cordate di alpinisti cecoslovacchi (Svronal, Kadlicik, Horka; Palecek e Karafa; Rakoncaj e Sulovsky) che sale, con quattro campi alti, la cresta al centro della parete nord-orientale.
L'elevato interesse alpinistico ha, tuttavia, condotto questa zona ad un rapido declino ecologico che ha indotto il governo indiano, nel 1983, a chiudere nuovamente al turismo alpinistico tutta l'area del santuario.

## Descrizione
Il massiccio è anche sede di un parco naturale (Nanda Devi National Park) e per il suo elevato interesse botanico e paesaggistico, è entrato a far parte, dal 1992, del Patrimonio dell'umanità dell'UNESCO con il nome di Nanda Devi and Valley of Flowers National Parks. Dal 2004 è entrato a far parte della rete mondiale di riserve della biosfera. Nella religione induista e nelle credenze locali è considerata una montagna sacra essendo ritenuta un'oggettivazione di Parvati, la moglie di Shiva.